# Холкомби (Висконсин)
Холкомби (енгл. Holcombe) насељено је место без административног статуса у америчкој савезној држави Висконсин.

## Демографија
По попису из 2010. године број становника је 267.
| Група             | 2000.    | 2010.       |
| Белци             | 0 (0,0%) | 254 (95,1%) |
| Афроамериканци    | 0 (0,0%) | 0 (0,0%)    |
| Азијати           | 0 (0,0%) | 9 (3,4%)    |
| Хиспаноамериканци | 0 (0,0%) | 3 (1,1%)    |
| Укупно            | 0        | 267         |